# Vernasca
Vernasca is een gemeente in de Italiaanse provincie Piacenza (regio Emilia-Romagna) en telt 2407 inwoners (31-12-2004). De oppervlakte bedraagt 72,7 km², de bevolkingsdichtheid is 34 inwoners per km².
De volgende frazioni maken deel uit van de gemeente: Bacedasco, Borla, Castelletto, Mignano, Settesorelle, Trinità, Vezzolacca, Vigoleno.

## Demografie
Vernasca telt ongeveer 1112 huishoudens. Het aantal inwoners daalde in de periode 1991-2001 met 7,8% volgens cijfers uit de tienjaarlijkse volkstellingen van ISTAT.
| Jaar | Inwoneraantal |
| ---- | ------------- |
| 1991 | 2665          |
| 2001 | 2458          |

## Geografie
De gemeente ligt op ongeveer 457 m boven zeeniveau.
Vernasca grenst aan de volgende gemeenten: Alseno, Bore (PR), Castell'Arquato, Lugagnano Val d'Arda, Morfasso, Pellegrino Parmense (PR), Salsomaggiore Terme (PR).

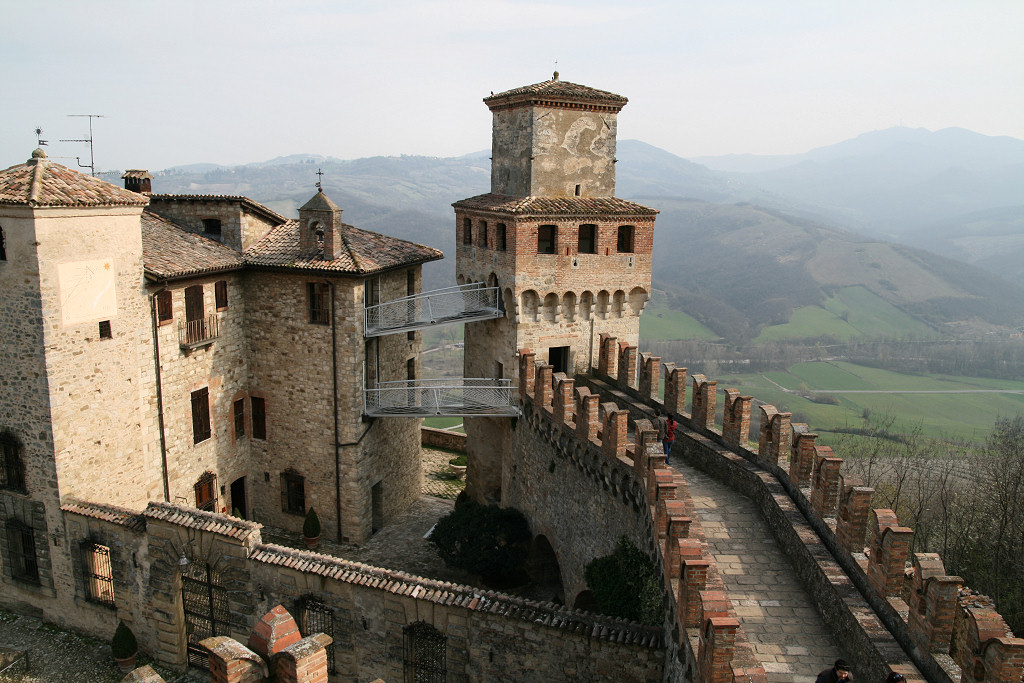
Kasteel van Vigoleno

Agazzano · Alseno · Alta Val Tidone · Besenzone · Bettola · Bobbio · Borgonovo Val Tidone · Cadeo · Calendasco · Caorso · Carpaneto Piacentino · Castel San Giovanni · Castell'Arquato · Castelvetro Piacentino · Cerignale · Coli · Corte Brugnatella · Cortemaggiore · Farini · Ferriere · Fiorenzuola d'Arda · Gazzola · Gossolengo · Gragnano Trebbiense · Gropparello · Lugagnano Val d'Arda · Monticelli d'Ongina · Morfasso · Ottone · Piacenza · Pianello Val Tidone · Piozzano · Podenzano · Ponte dell'Olio · Pontenure · Rivergaro · Rottofreno · San Giorgio Piacentino · San Pietro in Cerro · Sarmato · Travo · Vernasca · Vigolzone · Villanova sull'Arda · Zerba · Ziano Piacentino
- MusicBrainz: f819560f-4969-487a-8c32-2da71aaf8a62
- Virtual International Authority File: 234778258

1. ↑  https://demo.istat.it/?l=it.